# Lijst van beschermd erfgoed in de gemeente Putscheid
In deze lijst van beschermd erfgoed in de gemeente Putscheid zijn alle geclassificeerde nationale monumenten van de Luxemburgse gemeente Putscheid opgenomen.

## Monumenten per plaats

### Nachtmanderscheid
| Object             | Bouwjaar/architect | Locatie                                     | Datum beschermd?      | Coördinaten                  | Afbeelding |
| ------------------ | ------------------ | ------------------------------------------- | --------------------- | ---------------------------- | ---------- |
| Lindeboom          |                    | Kadastersectie E, nummers 22/863 en 25/844. | 23 maart 1990 (MN)    |                              |            |
| Oude school        |                    | am Duerf 2                                  | 28 februari 2011 (MN) | 49° 56' 52" NB, 6° 7' 40" OL |            |
| Oude zuivelfabriek |                    | am Duerf 3                                  | 28 februari 2011 (MN) |                              |            |

### Putscheid
| Object    | Bouwjaar/architect | Locatie                                  | Datum beschermd?   | Coördinaten | Afbeelding |
| --------- | ------------------ | ---------------------------------------- | ------------------ | ----------- | ---------- |
| Lindeboom |                    | Kadastersectie B, nummers 20/490 en 9/1. | 23 maart 1990 (MN) |             |            |

### Stolzembourg
| Object                                                           | Bouwjaar/architect | Locatie        | Datum beschermd?     | Coördinaten                  | Afbeelding |
| ---------------------------------------------------------------- | ------------------ | -------------- | -------------------- | ---------------------------- | ---------- |
| Oud kasteel-fort Stolzembourg, op een plaats genaamd "Burgknapp" | 1898               | Rue Principale | 26 oktober 2001 (MN) | 49° 57' 57" NB, 6° 9' 58" OL |            |

## Bron
- Liste des immeubles et objets classés monuments nationaux ou inscrits à l'inventaire supplémentaire